# Suzy Powell-Roos
Suzy Powell-Roos (ur. 3 września 1976 w Modesto (Kalifornia)) – amerykańska lekkoatletka, dyskobolka.

## Osiągnięcia
- brązowy medal mistrzostw świata juniorów (Lizbona 1994)[1]
- złoto mistrzostw panamerykańskich juniorów (Santiago 1995)[2]
- dwa złote medale mistrzostw USA (1996[3] i 2007)
- 9. miejsce podczas mistrzostw świata (Paryż 2003)

Powell-Roos trzykrotnie reprezentowała USA na igrzyskach olimpijskich :
- Atlanta 1996 – 33. lokata w eliminacjach i brak awansu do finału
- Sydney 2000 – 15. miejsce w eliminacjach i brak awansu do finału
- Pekin 2008 – 26. lokata w eliminacjach i brak awansu do finału

## Rekordy życiowe
- rzut dyskiem – 67,67 (2007) były rekord USA

Najlepszy wynik w karierze (69,44) Amerykanka uzyskała 27 kwietnia 2002 w La Jolla. Nie został on jednak uznany za oficjalny z powodu rozegrania zawodów na pochyłym terenie.